# Власеница
Власеница (босн. Vlasenica, серб. Власеница / Vlasenica, хорв. Vlasenica) — город в северо-восточной части Республики Сербской. Административный центр одноимённой общины.

## Население
Численность населения города по переписи 2013 года составила 7 228 человек, общины — 12 349 человек.
Этнический состав населения города по переписи 1991 года:
- Всего — 7,916
- Боснийцы — 4,794 (61 %)
- Сербы — 2,777 (35 %)
- Югославы — 243 (0.03 %)
- Хорваты — 28 (0,003 %)
- Другие — 74 (0.093 %)

По данным переписи 1910 года, 99 % населения были православными христианами.

## Достопримечательности
- Церковь Святых апостолов Петра и Павла[серб.]

## Известные люди
- Дервиш Сушич (1925—1990) — югославский боснийский писатель.
- Флори Ягода
- Иснам Талич
- Салко Зильлджич
- Ведад Ибишевич (р. 1984) — боснийский футболист.
- Эдин Салахаревич
- Зуко Эдис
- Эсад Куртагич
- Фахрудин Кудозович